# کوه سامساری
کوه سامساری (به لاتین: Mount Samsari) یک کوه در گرجستان است که در گرجستان واقع شده‌است. کوه سامساری ۳٬۲۸۵ متر بالاتر از سطح دریا واقع شده‌است.